# بنجامين مونتفورت

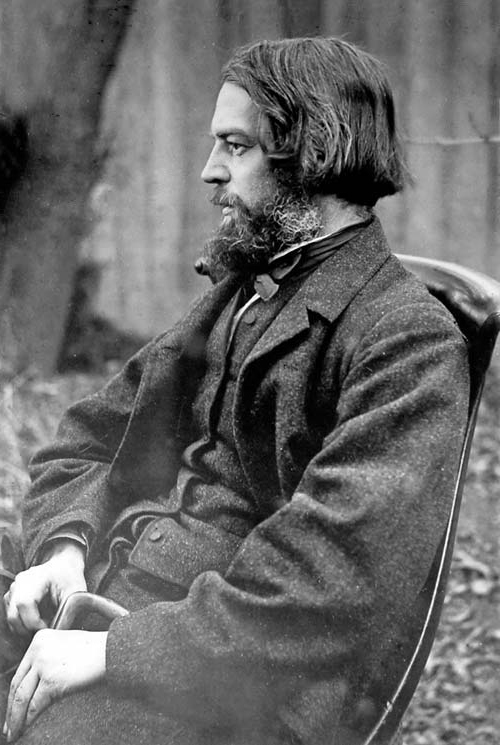
بنجامين مونتفورت (1875م)

بنجامين وولفيلد مونتفورت (بالإنجليزية: Benjamin Mountfort)‏ (13 آذار/مارس 1925-18 آذار/مارس 1898) هو أحد المهاجرين الإنجليز إلى نيوزيلندا،حيث أصبح أحد أبرز المهندسين المعمارين في ذلك المكان خلال القرن التاسع عشر. كان له دور فعال وأساسي في تشكيل الهوية المعمارية الفريدة والثقافة لمدينة كرايستشرش وعُيّن أول مهندس معماري رسمي لمقاطعة كانتربري. بسبب تأثره الشديد بالفلسفة الآنكلو كاثوليكية وراء فن العمارة الفيكتوري القديم، فإنه يُعزى إليه الفضل في استيراد أسلوب عمارة قوطية حديثة لنيوزيلاندا. تصاميمه القوطية التي شُيِّدت من الخشب والحجر في تلك المقاطعة تعتبر فريدة من نوعها في نيوزيلاندا. لذلك فهو يعتبر اليوم المهندس المعماري المؤسس لمقاطعة كانتربيري.

## النشأة
وُلِدَ مونتفورت في برمنغهام، وهي مدينة صناعية في ميدلاندز في إنجلترا، وهو ابن صانع العطور والصائغ توماس مونتفورت وزوجته سوزانا (ني وولفيلد). ولكونه من الشباب البالغين انتقل إلى لندن، حيث أصبح من أوائل تلاميذ جورج جيلبرت سكوت من الفترة (1841-1846). ودرس أيضاً الهندسة المعمارية على يد المهندس المعماري الآنكلو كاثوليكي ريتشارد كرومويل كاربنتر، الذي كان تصميمه ذو طراز العصور الوسطى القوطية له تأثير مدى الحياة على مونتفورد. وبعدما أنهى فترة تدريبه عام 1848، انتقل إلى لندن ليزاول الهندسة المعمارية. تزوج إيميلي إليزابيث نيومان في 20 آب/أغسطس عام 1850، وبعد ثمانية عشر يوماً انتقل الزوجان إلى نيوزيلاندا. يعتبروا من أوائل سكان ومستوطني مقاطعة كانتربيري الذين وصلوا على متن أحد السفن الأربعة الشهيرة؛ شارلوت جين,وذلك في كانون الأول/ ديسمبر 1850. هؤلاء المستوطنون الأوائل، الذين عُرفوا باسم «الحُجّاج»، أسماؤهم محفورة على قطع من الرخام في ميدان كاتدرال في كرايستشرش، أمام الكاتدرائية التي ساهم مونتفورت في تصميمها.

## نيوزيلاندا

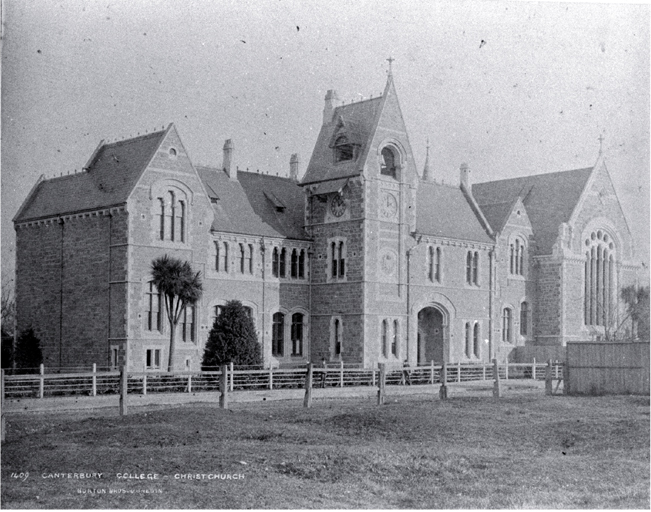
Canterbury_College.jpg

وصل مونفورت إلى كانتربيري وهو ملئ بالطموح، وسعى نحو البدء في التصميم وذلك عام 1850؛والذي كان بمثابة موجة عارمة كان بمثابة موجة عارمة شجعت المستوطنين على الهجرة إلى تلك المستعمرة الجديدة في نيوزيلاندا بواسطة الحكومة البريطانية. لم يذهب هو وزوجته بمفردهما، بل أتى معهماأخوه تشارلز، وشقيقته سوزانا، وزوجة تشارلز، وتتراوح أعمارهم -الخمسة- ما بين 21و26. كانت الحياة في نيوزيلاندا في البداية شاقة ومخيبة للآمال؛ حيث رأى مونتفورت أن هناك طلباً قليلاً للمهندسين المعماريين. كانت كرايستشرش أكثر قليلاً من قرية كبيرة ذات أكواخ خشبية أساسية في سهل تعصف به الرياح.لذلك يمكن القول بأن بداية حياة هذا المهاجر الجديدة في نيوزيلاندا كانت كارثية. كان أول عمل يُكلف به في نيوزيلاندا هو كنيسة الثالوث المقدس في ليتيلتون، والتي قام ببنائها إسحاق لوك وذلك عام 1852م. ثبت أن هذا المبنى معرض للرياح الشديدة وأعتُبر غير آمن، لذلك تم هدمه عام 1857م. وتعزى هذه الكارثة إلى استخدام خشب قبل ميعاده وافتقار المعرفة بمواد البناء المحلية. أياً كان السبب، فإن تلك النتيجة كانت بمثابة ضربة ساحقة لسمعته وشهرته. إذ وصفته إحدى الصحف المحلية: «هو مهندس معماري شبه متعلم، والذي لم تقدم مبانيه شيئاً سوي الرضا له، ومن الواضح أنه أصبح مفتقراً للمعرفة بمبادئ البناء، على الرغم من كونه رسام بارع ورجل ذو حس ذوقي».
ونتيجة تلك الضربة التي لاقتها سمعته،, بدأ في إدارة محل لبيع أدوات مكتبية، وعمل في صحيفة، وأعطى دروساً في الرسم حتى عام 1857م لاستكمال عمله المعماري. وفي تلك الفترة العصيبة من حياته المعمارية، قام بتطوير اهتماماته بالتصوير الفوتوغرافي على مدى الحياة، وقام بزيادة دخله الضئيل من خلال التقاط صور فوتوغرافية لجيرانه.
كان مونتفورت ماسونياً، ومن أوائل الأعضاء في محفل الإجماع، ذلك المبني الرئيسي الذي قام بتصميمه عام1863م.والجدير بالذكر أن محفل الإجماع كان أول محفل ماسوني في آيسلندا الجنوبية

## العودة إلى الهندسة المعمارية
في عام 1857، عاد إلى الهندسة المعمارية مرة أخرى، وأبرم إتفاقية شراكة تجارية مع زوج شقيقته سوزانا «إسحاق لوك». تلقى دفعة قوية في عمله، وذلك حينما كُلِّفَ بتصميم كنيسة سانت جون الإنجليكانية في ويكوايتي في أوتاجو. وتم الانتهاء من هيكل الأخشاب الصغيرة من الطراز القوطي في 19 كانون الأول/ديسمبر عام 1858، علي أرض تبرعت بها صائدة الحيتان السابقة جوني جونز. ويعتبر أقدم مبنى في جنوب نيوزيلاندا، ولا يزال يُستخدم ككنيسة. والآن وفي داخل حدود مدينة دنيدن، تستحضر مناطقها الداخلية الخشبية البسيطة في أذهننا بنجاح الشعور بالروحانية.
كانت كرايستشيرش في ذلك الوقت قيد التطوير، إذ تم منحها للتو صفة المدينة، وكانت العاصمة الجديدة لمقاطعة كانتربيري. مما أتاح لكل من مونتفورت ولوك فرصة وافرة لممارسة تجاراتهم.
وفي عام 1855م, أصدروا التصميم الأولي من الأخشاب للمباني الجديدة لمجلس مقاطعة كانتربيري. وشُيِّدت المباني في الفترة ما بين 1857 - 1859م, لكن في شكل أكثر محدودية من التصميم الأصلي. ونتيجة اكتساب مجلس المقاطعة وظائفاً جديدة بالتزامن مع النمو في عدد السكان والاقتصاد في المقاطعة، جرى توسيع المباني بإضافة الجهة الشمالية بالحجر وبرج الساعة الحديدي وذلك في الفترة ما بين 1859 - 1860م، وكذلك تم توسيعها بإضافة قاعة المجلس للاجتماعات من الحجر، وغرف الضيافة وذلك في الفترة ما بين 1864 - 1865م. لذلك تعتبر اليوم تلك المباني واحدة من أهم أعمال مونتفورت.

## فن العمارة القوطية

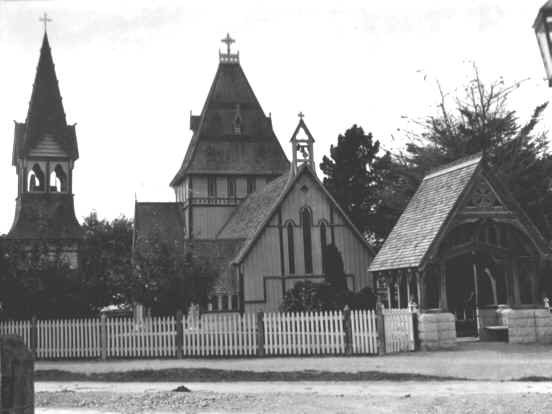
St_Augustine's._Waimate._NZ.jpg

بدأ أسلوب فن العمارة القوطي الحديث في كسب شعبية واسعة في أواخر القرن الثامن عشر، وذلك كرد فعل عنيف ضد الرومانسية والأساليب الأكثر كلاسيكية ورسمية، التي سادت طيلة القرنين الماضيين. وفي عمر السادس عشر، حصل مونتفورت على كتابين كتبهما الإحيائي القوطي أغسطس ويلبي نورثمور بوجن؛ وهما: المبادئ الحقيقية للعمارة المسيحية أو المُشار إليها، والاعتذار عن إحياء العمارة المسيحية. ومنذ ذلك الوقت فصاعداً، أصبح مونتفورت تلميذاً لقيم بوجن الآنكلو كاثوليكية القوية المعمارية. وتم ترسيخ تلك القيم أيضاً عام 1846، ففي عمر العشرين، أصبح مونتفورت تلميذاً لريتشارد كرومويل كاربنتر.

## مهندس المقاطعات المعماري

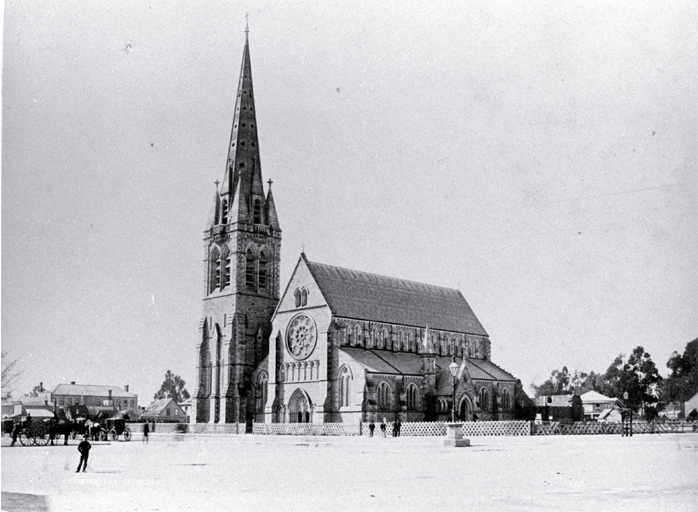
Christchurch_Cathedral_(1).jpg

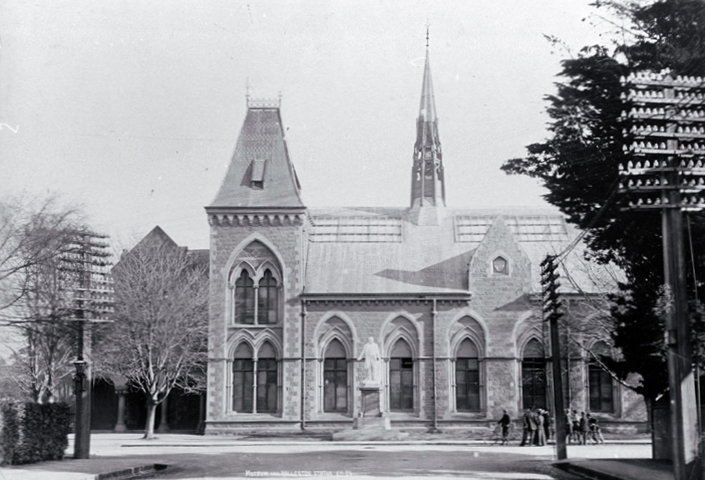
Canterbury_Museum1.jpg

نظراً لكونه مهندس المقاطعات المعماري - المنصب الجديد الذي عُيِّن فيه مونتفورت عام 1864م - قام بتصميم كنيسة خشبية لطائفة الروم الكاثوليك في مدينة كرايستشيرش.تم لاحقاً توسيه هذا الانتصاب الخشبي عدة مرات إلى أن تم تسميته «كاتدرائية.»

## التراث
عند تقييم أعمال مونتفورت اليوم، على المرء أن يتجنب الحكم عليها على خلفية تصاميم مماثلة في أوروبا. في فترة الستينات من القرن التاسع عشر، كانت نيوزيلاندا من الدول النامية,

## مبان مختارة
الثالوث المقدس في ليتيلتون 1852 ,(تم هدمه 1857).
مباني مجلس مقاطعة كانتربيري (انهارت جزئياً بسبب زلزال كانتربري 2011)
كاتدرائية كرايستشرش، بدأت 1864م (تم استبداله مع المبنى الجديد عام 1901م؛ انهارت جزئياً بسبب زلزال كانتربري 2011.
كنيسة سانت أوغستين، وايمت عام 1872.
كاتدرائية سانت جون، نابيير عام 1886-1888